# Haapsalu

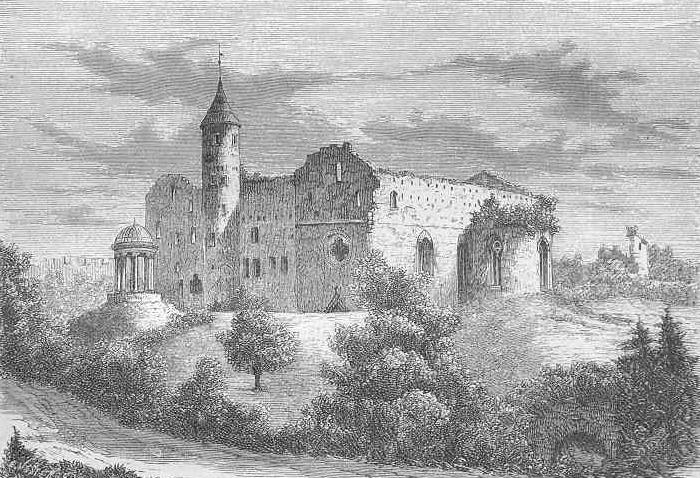
Castillo de Haapsalu (1889).

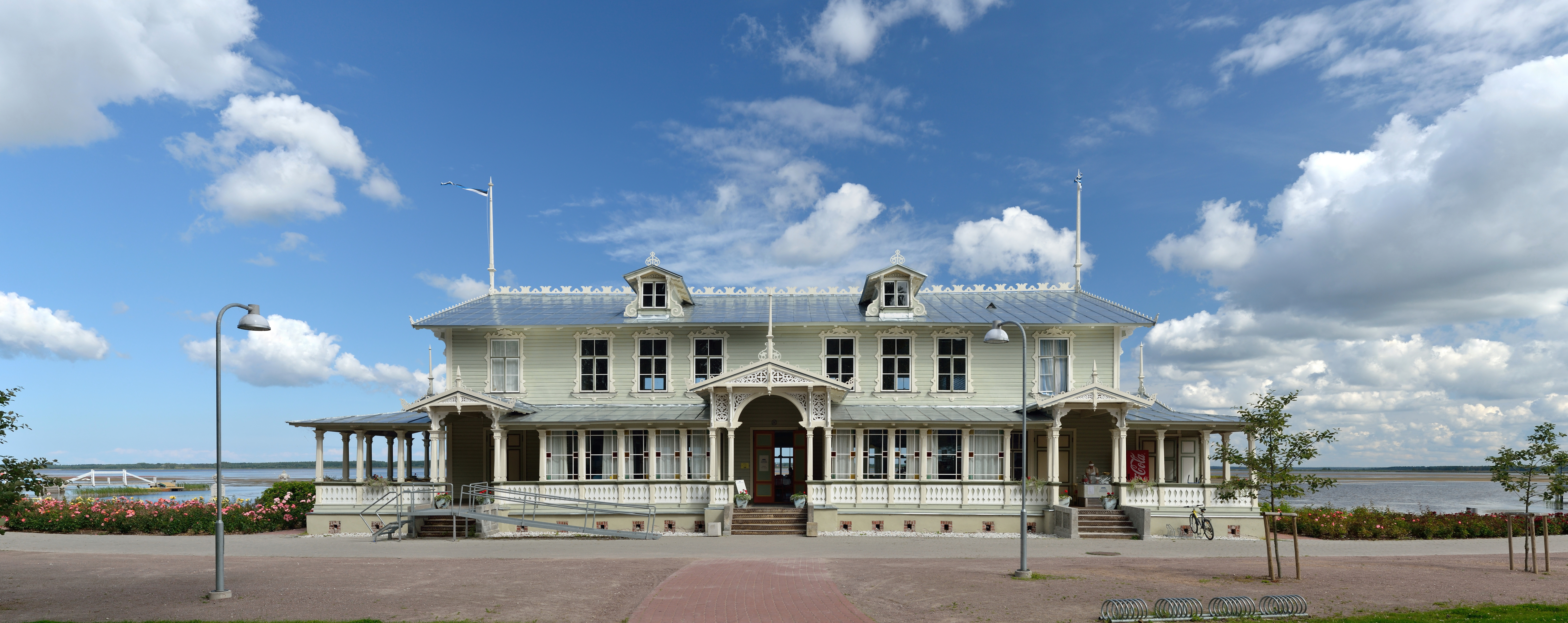
Edificio del Kuursal.

Haapsalu (en sueco y alemán Hapsal, en ruso Хаапсалу, antiguamente Гапсаль) es una ciudad del oeste de Estonia, capital del condado de Lääne (Condado occidental).
Famosa desde la antigüedad por las propiedades curativas del agua marina y del fango termal y por su ambiente apacible, a principios del siglo XIX se convirtió en un famoso lugar para las vacaciones terapéuticas.
En Estonia Haapsalu es conocida como la Venecia del Norte o la Venecia del Báltico, por sus vías fluviales y lagos.
En el año 2013 obtuvo la distinción EDEN, que otorga la Comisión Europea, a uno de los mejores destinos turísticos «Turismo y la accesibilidad».

## Historia
La ciudad fue fundada entre 1260 y 1270.
La primera mención de la que se tiene constancia que hace referencia a Haapsalu data de 1279, año en el que el obispo Hermann I concedió a Haapsalu los estatutos de ciudad. Fue sede de la diócesis de Saare-Lääne, la cual ocupó durante trescientos años, hasta el reinado de Pedro el Grande.
Algunas construcciones de esta época han llegado hasta nuestros días, como el castillo episcopal que alberga en su interior la catedral de San Nicolás.
Haapsalu y sus alrededores fueron la capital del poblamiento sueco en Estonia los aibolandos desde el siglo XIII hasta la evacuación de casi todos los suecos del país en 1944.
Durante la guerra Livona, en el siglo XVI, la ciudad fue arrasada.
En 1825 el médico militar Carl Abraham Hunnius fundó el primer centro curativo con lodos, basándose en las prácticas de los lugareños, que utilizaban el barro calentado por el sol para aliviar dolores reumáticos.
El centro curativo adquirió rápidamente renombre como destino veraniego y la aristocracia de San Petersburgo, artistas e intelectuales fueron atraídos a la ciudad, desde entonces Haapsalu albergó a visitantes tales como la familia del zar, el pintor Nikolai Roerich o el compositor ruso Piotr Ilich Chaikovski, que pasó en la ciudad una temporada en su casa de verano y a ella le dedicó una composición, Souvenir di Hapsal.
Con el aumento de la popularidad de la ciudad se construyeron numerosas casas para alquilar, un paseo marítimo que ha sido en los dos últimos siglos el lugar de encuentro de lugareños y visitantes, en él se edificó en 1890 el Kuursaal, un edificio de madera que se utilizó como salón social, y que ahora alberga un restaurante.
Durante la guerra fría la base aérea de Tokhaapsalu situada al suroeste de la ciudad fue el emplazamiento de un escuadrón de interceptores.
Desde la independencia la ambición de Haapsalu ha sido recuperar su antiguo prestigio como ciudad balneario. De hecho cuenta con tres centros terapéuticos y muchas figuras prominentes de Estonia, Finlandia, Suecia y Alemania visitan frecuentemente la ciudad. 
| 4.649 | 8.567 | 11.483 | 13.035 | 14.617 |  |  |  |  |  |  |
|       |       |        |        |        |  |  |  |  |  |  |

## Geografía
La ciudad abarca 10.59 kilómetros cuadrados, la línea costera es de 14 kilómetros.
La parte más antigua de la ciudad se levantó sobre una franja de tierra que se formó a partir de la unión de varias islas.
La gran transformación de la ciudad llegó en el siglo XIX con la popularidad alcanzada por sus centros terapéuticos.
Al este de la ciudad se localiza la playa de África que constituye una reserva natural ornitológica donde se ha construido una torre para la observación de la gran variedad de pájaros existentes, más de 600 especies se congregan aquí en primavera.
El centro de Haapsalu se caracteriza por sus calles estrechas y con coloridas y apretadas casas de madera de uno o dos pisos que se conservan desde principios del siglo XX.

## Clima
| Parámetros climáticos promedio de Haapsalu | Parámetros climáticos promedio de Haapsalu | Parámetros climáticos promedio de Haapsalu | Parámetros climáticos promedio de Haapsalu | Parámetros climáticos promedio de Haapsalu | Parámetros climáticos promedio de Haapsalu | Parámetros climáticos promedio de Haapsalu | Parámetros climáticos promedio de Haapsalu | Parámetros climáticos promedio de Haapsalu | Parámetros climáticos promedio de Haapsalu | Parámetros climáticos promedio de Haapsalu | Parámetros climáticos promedio de Haapsalu | Parámetros climáticos promedio de Haapsalu | Parámetros climáticos promedio de Haapsalu |
| Mes                                        | Ene.                                       | Feb.                                       | Mar.                                       | Abr.                                       | May.                                       | Jun.                                       | Jul.                                       | Ago.                                       | Sep.                                       | Oct.                                       | Nov.                                       | Dic.                                       | Anual                                      |
| ------------------------------------------ | ------------------------------------------ | ------------------------------------------ | ------------------------------------------ | ------------------------------------------ | ------------------------------------------ | ------------------------------------------ | ------------------------------------------ | ------------------------------------------ | ------------------------------------------ | ------------------------------------------ | ------------------------------------------ | ------------------------------------------ | ------------------------------------------ |
| Temp. máx. media (°C)                      | -2                                         | -2                                         | 2                                          | 9                                          | 15                                         | 19                                         | 21                                         | 20                                         | 15                                         | 9                                          | 3                                          | 0                                          | 9.1                                        |
| Temp. mín. media (°C)                      | -6                                         | -7                                         | -4                                         | 0                                          | 5                                          | 10                                         | 12                                         | 12                                         | 8                                          | 4                                          | -1                                         | -4                                         | 2.4                                        |
| Fuente: MSN.com 2008                       |                                            |                                            |                                            |                                            |                                            |                                            |                                            |                                            |                                            |                                            |                                            |                                            |                                            |

## Arte y cultura
La actividad cultural de Haapsalu es especialmente activa a lo largo del verano. En agosto se celebran los días de la Dama Blanca (Valge daami aeg).
Entre los eventos de esos días destacan, el festival de música antigua, el festival de violín Viiulimangud (tocadores de violín) y el festival de música de Piotr Chaikovski. El festival de blues de agosto se ha convertido en el festival de blues y jazz más importante de Estonia.
Los festivales medievales de Haapsalu y los días de la Dama Blanca se llevan a cabo en las calles y los alrededores del castillo episcopal que se llenan con música popular, opera y rock y aportan un poco de misterio con sabor a historia.
En la ciudad están ubicados además varios museos.
El Rannarootsi muuseum o museo de los aibolandos (estonios suecos) donde se expone cual fue la vida cotidiana de esta población.
El monumento más antiguo es probablemente el dedicado a Friedrich Schiller, ubicado desde 1957 en el Läänemaa Muuseum de Haapsalu. En 1813 había sido emplazado en la cercana península de Pucht por Dorothea Augusta von Rosen (1781-1826), esposa de Schiller.
En el paseo marítimo los bancos están adornados con notas musicales conmemorando el verano de 1867, cuando Chaikovski visitó Haapsalu.
Los chales o mantones de lana hechas a mano son una prenda típica de complicado diseño que es conocida como el Chal de Haapsalu o milagros en encajes. En el siglo XIX llegaron a obtener gran fama.

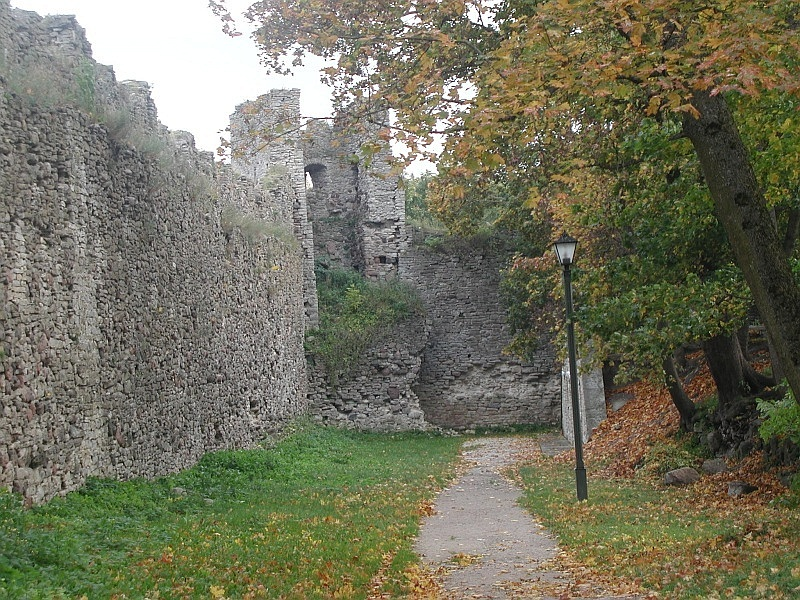
Ruinas del castillo de Haapsalu.

### Edificios principales
- Castillo de Haapsalu.

La primera gran construcción del lugar fue una fortaleza episcopal levantada en varias etapas desde 1265 rodeada por un muro de 803 metros, de ella quedan algunos restos. El actual castillo data de 1641 a 1647. En su interior puede visitarse una torre de vigía, un museo y la catedral de San Nicolás, de estilo gótico, que es la mayor iglesia de nave única de los países bálticos con 15,5 metros de altura.
- La estación de tren de Haapsalu.

El tren llegó a Estonia en 1869 y la línea a Haapsalu fue concebida como una extensión de la que iba de San Petersburgo a Tallin, la estación ferroviaria de Haapsalu se construyó en 1907 con el propósito de ofrecer un digno recibimiento a las visitas anuales del Zar, aunque nunca llegó a cumplir su cometido.

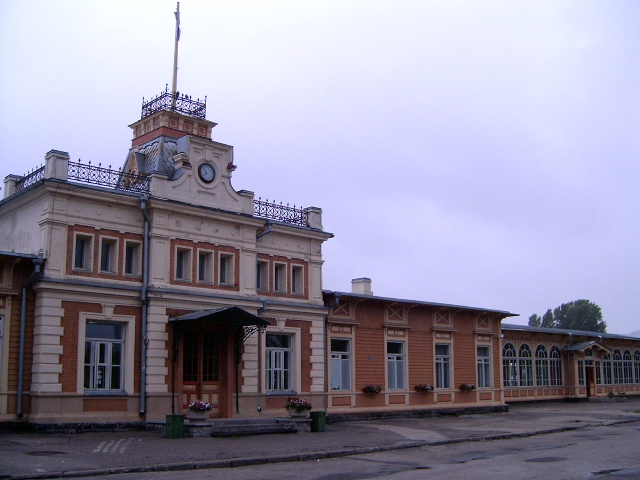
Estación ferroviaria de Haapsalu.

Se trata de una alargada construcción de madera decorada con enormes ventanales de tonos amarillos y naranjas, en torno al andén cubierto más grande de Europa del norte (260m.) a la hora de su terminación en 1907. El edificio cuenta desde 1997 con un Museo del Ferrocarril, repleto de reliquias, billetes antiguos, mapas, fotos, vagones y campanas. En la exposición al aire libre se pueden ver vagones de principios de siglo y varias locomotoras de vapor de 1940 y 50.
Haapsalu tiene además gran cantidad de mansiones de estilo modernista la mayoría deterioradas después de la etapa soviética, se están restaurando poco a poco.

## Leyenda de la Dama Blanca
Existen varias versiones, una de ellas es la que cuenta que cada luna llena en agosto, en una de las ventanas del castillo episcopal, se asoma una figura de mujer ataviada con un vestido blanco que espera a su amor. Se cuenta que es el espíritu de una muchacha que fue emparedada entre los muros del recinto, cuando se descubrió sus amoríos secretos con un joven sacerdote, que la visitaba con frecuencia en sus aposentos, disfrazado de chico del coro.

## Transportes
Haapsalu está unida a Tallin por una ruta de autobús (enlace roto disponible en Internet Archive; véase el historial, la primera versión y la última)..
Además Haapsalu es el puerto que une mediante ferri las islas de Hiiumaa y Vormsi con el continente. 

## Ciudades hermanadas
- Borovichí, Óblast de Nóvgorod, Rusia
- Belén, Palestina (2010)
- Eskilstuna, Suecia (2005)
- Fundão, Portugal (2004)
- Greve in Chianti, Italia (2004)
- Haninge, Suecia (1998)
- Hanko, Finlandia (1992)
- Loviisa, Finlandia (2000)
- Rendsburg, Alemania (1989)
- Uman, Ucrania (2003)

## Personajes célebres
- Gustav Adolph Oldekop (1755-1838), poeta estonio.
- Alexander Gorchakov (1798-1883) diplomático y ministro de Relaciones Exteriores del Imperio Ruso
- Ferdinand Wiedemann (1805-1887), lingüista.
- Kaia Kanepi (1985-), tenista.

## Galería

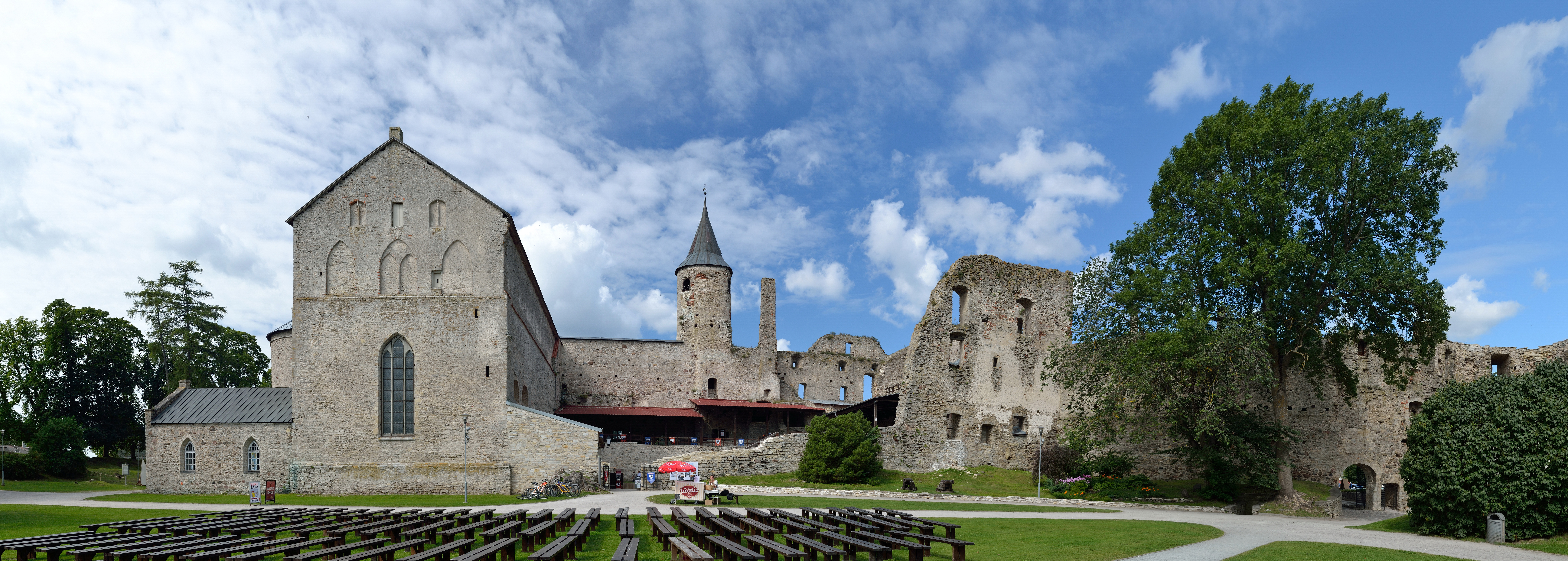
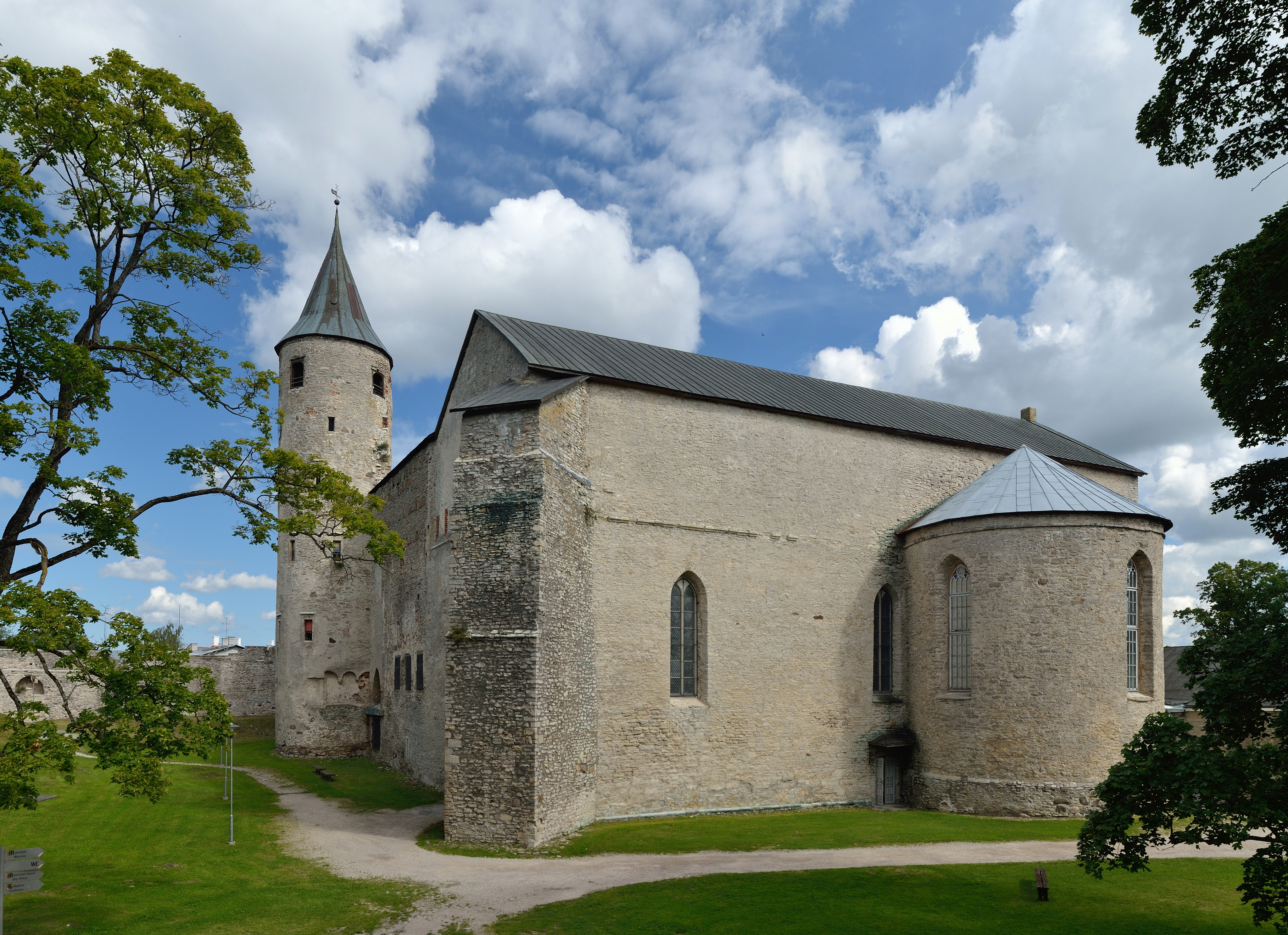
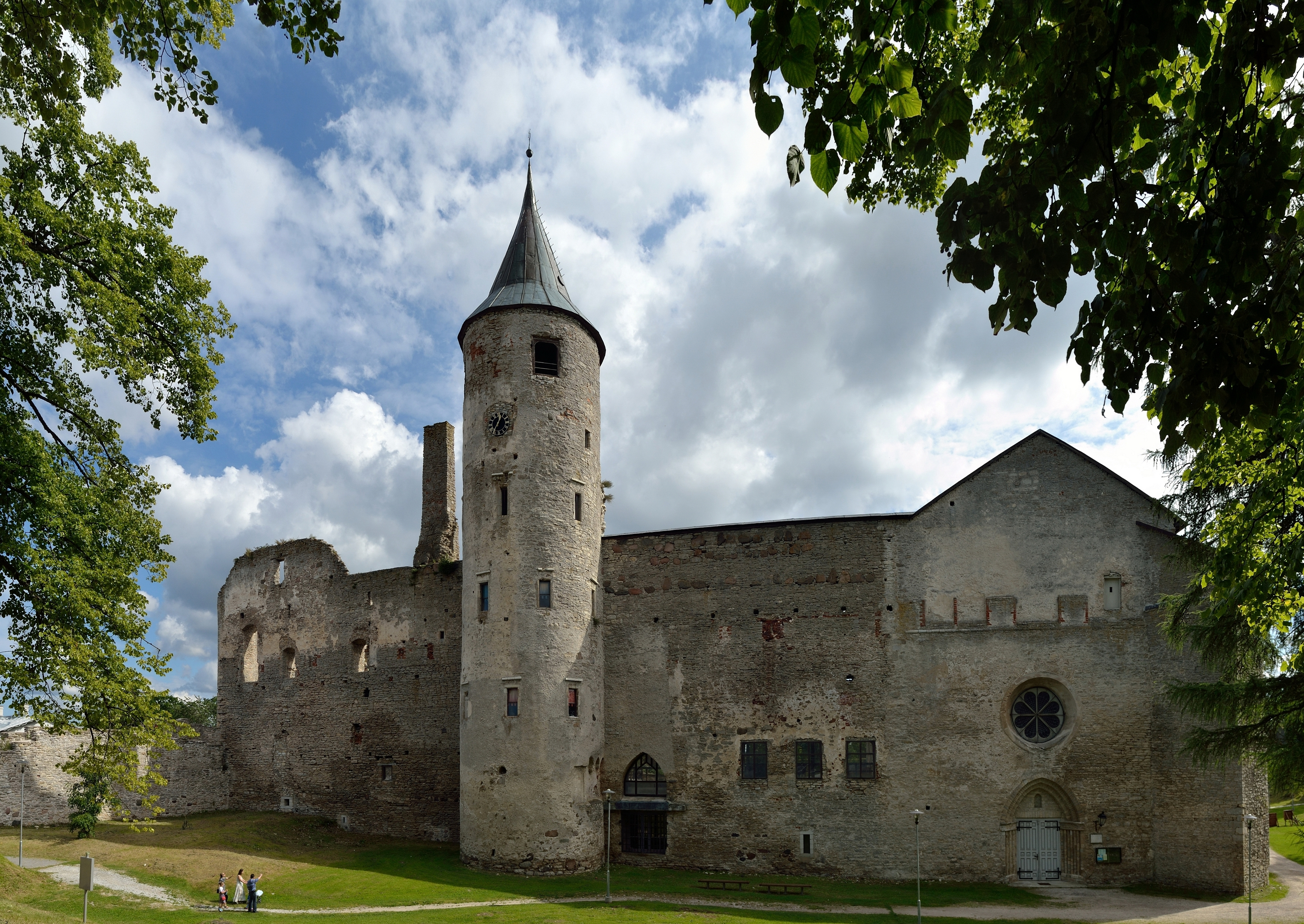
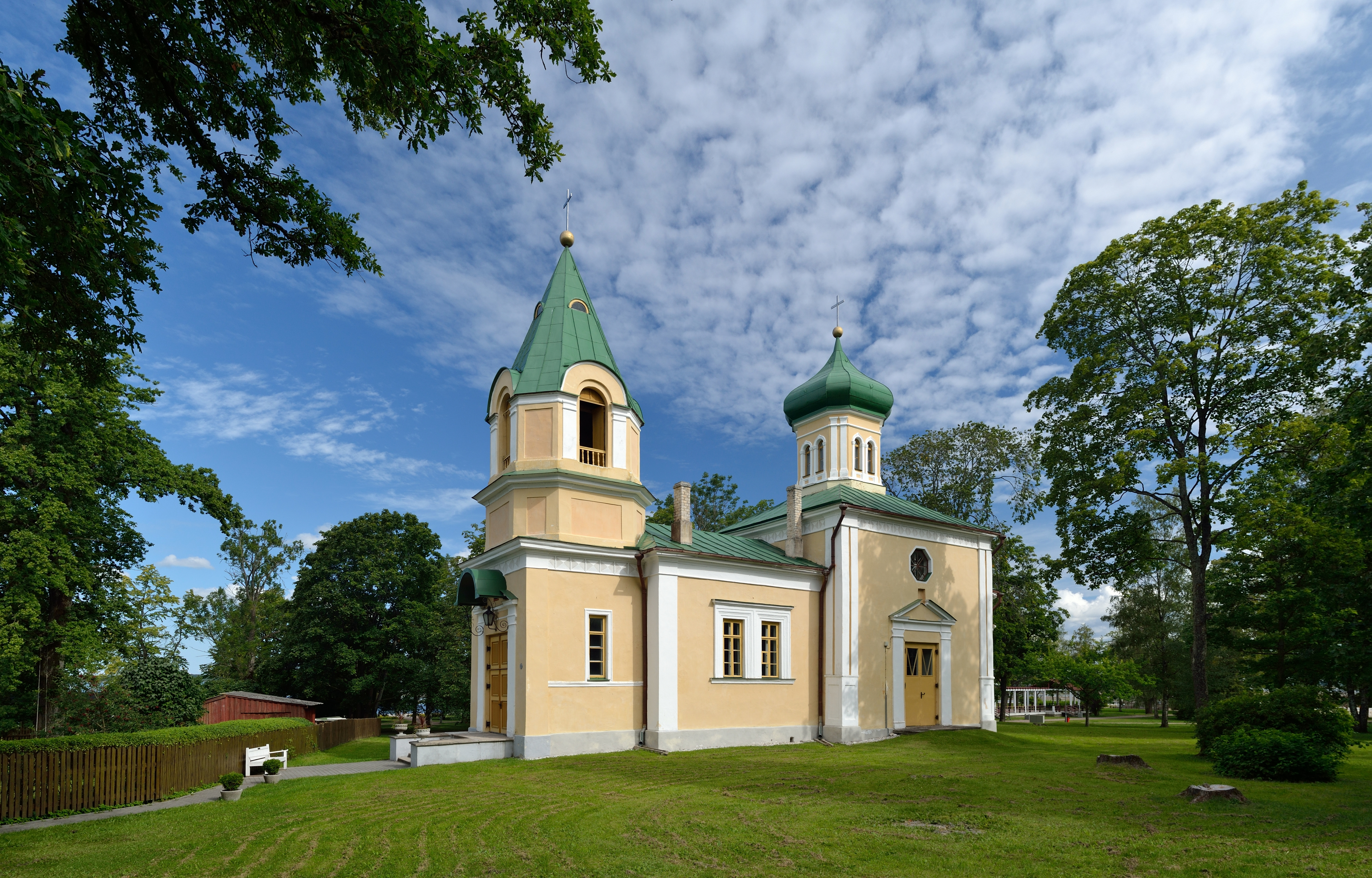
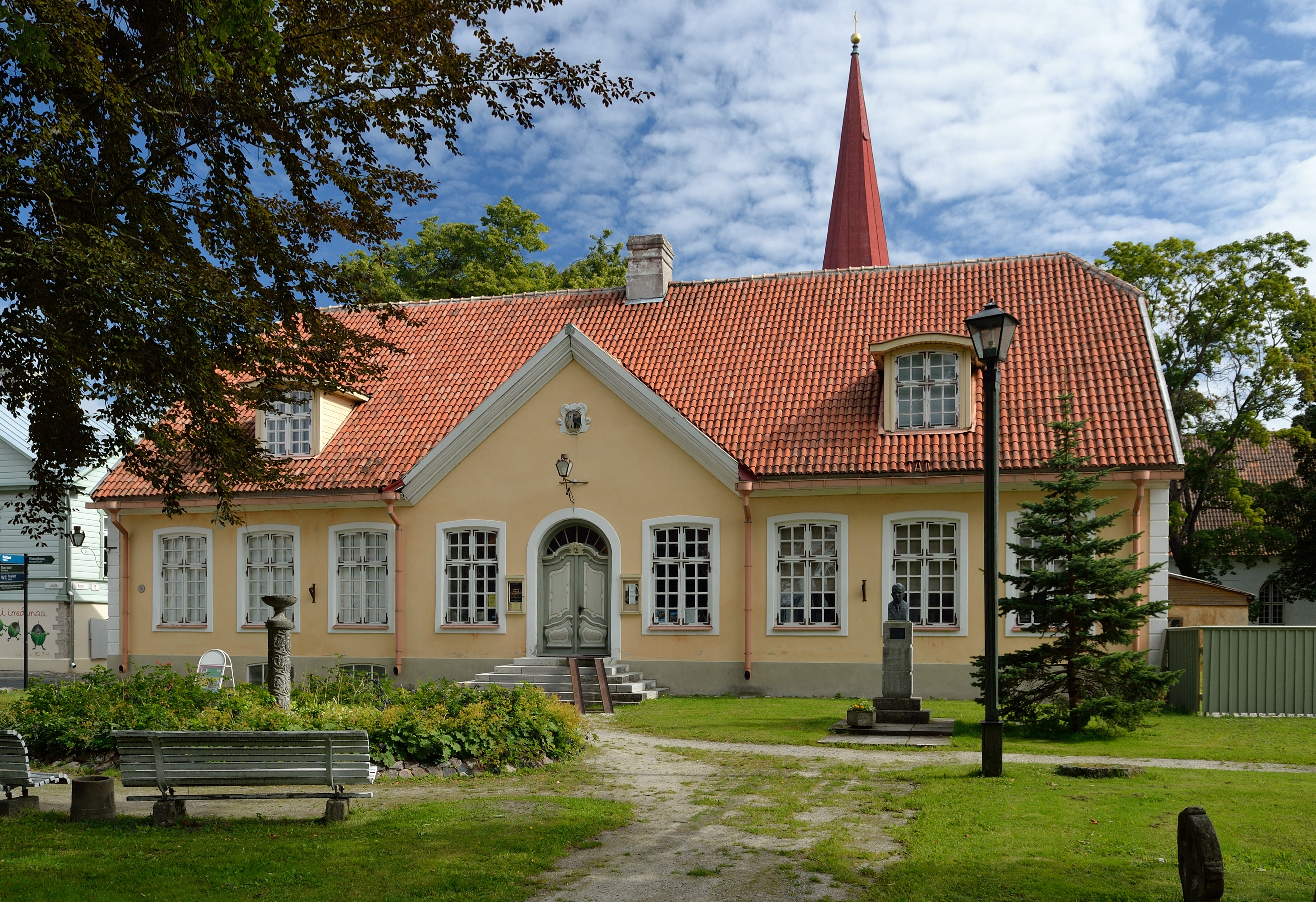
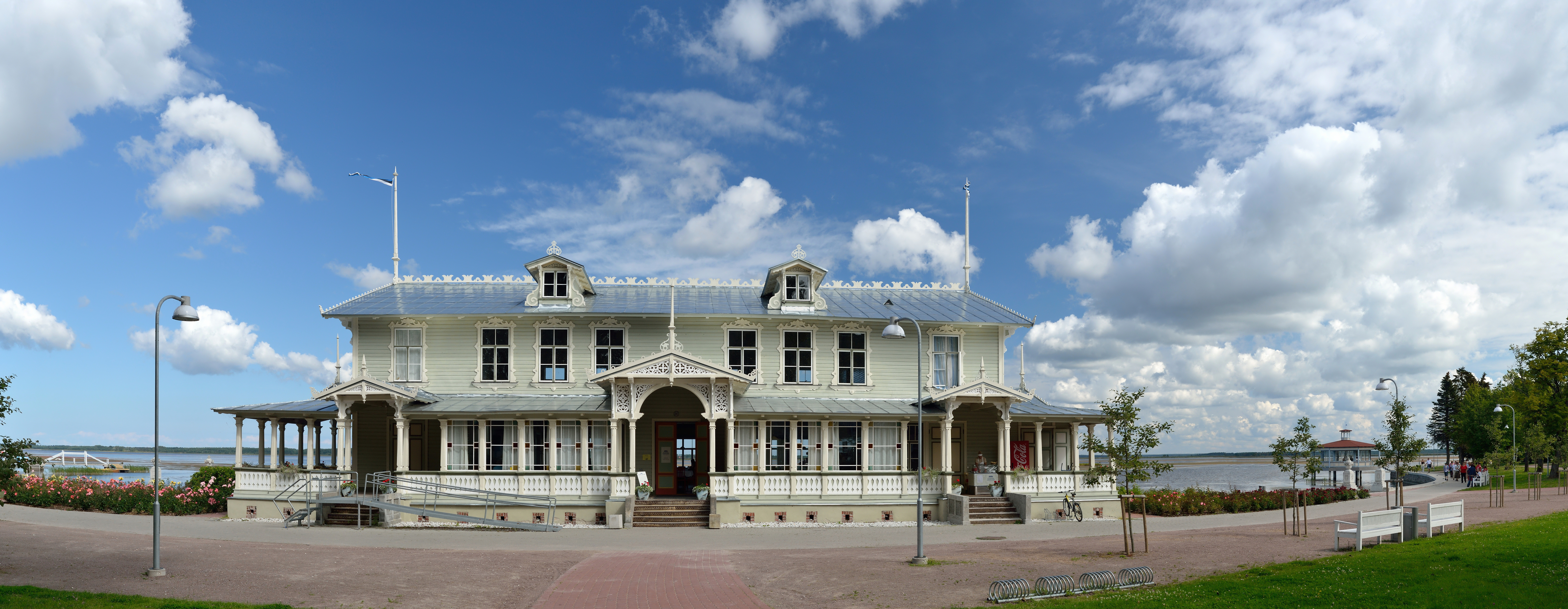
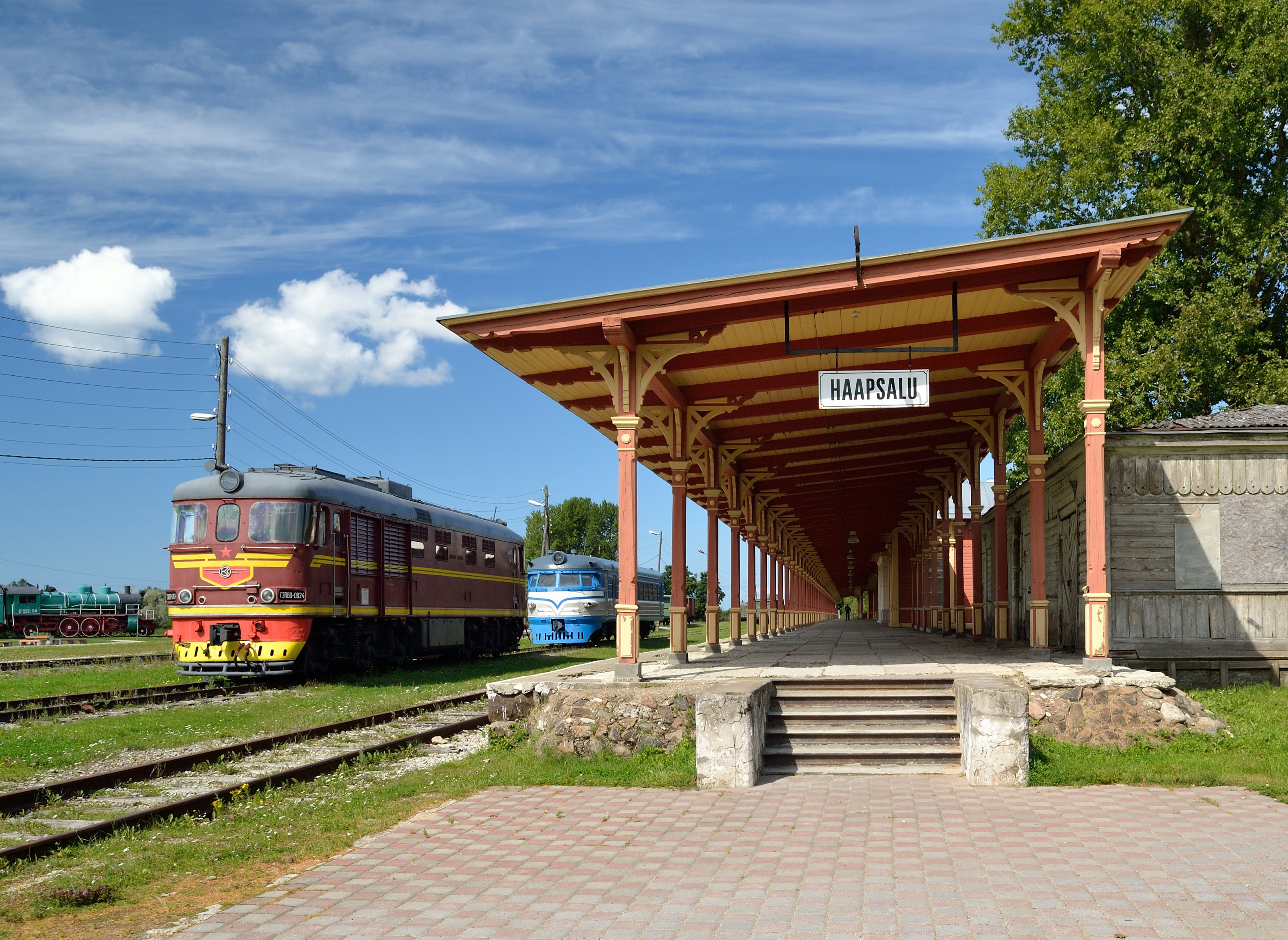
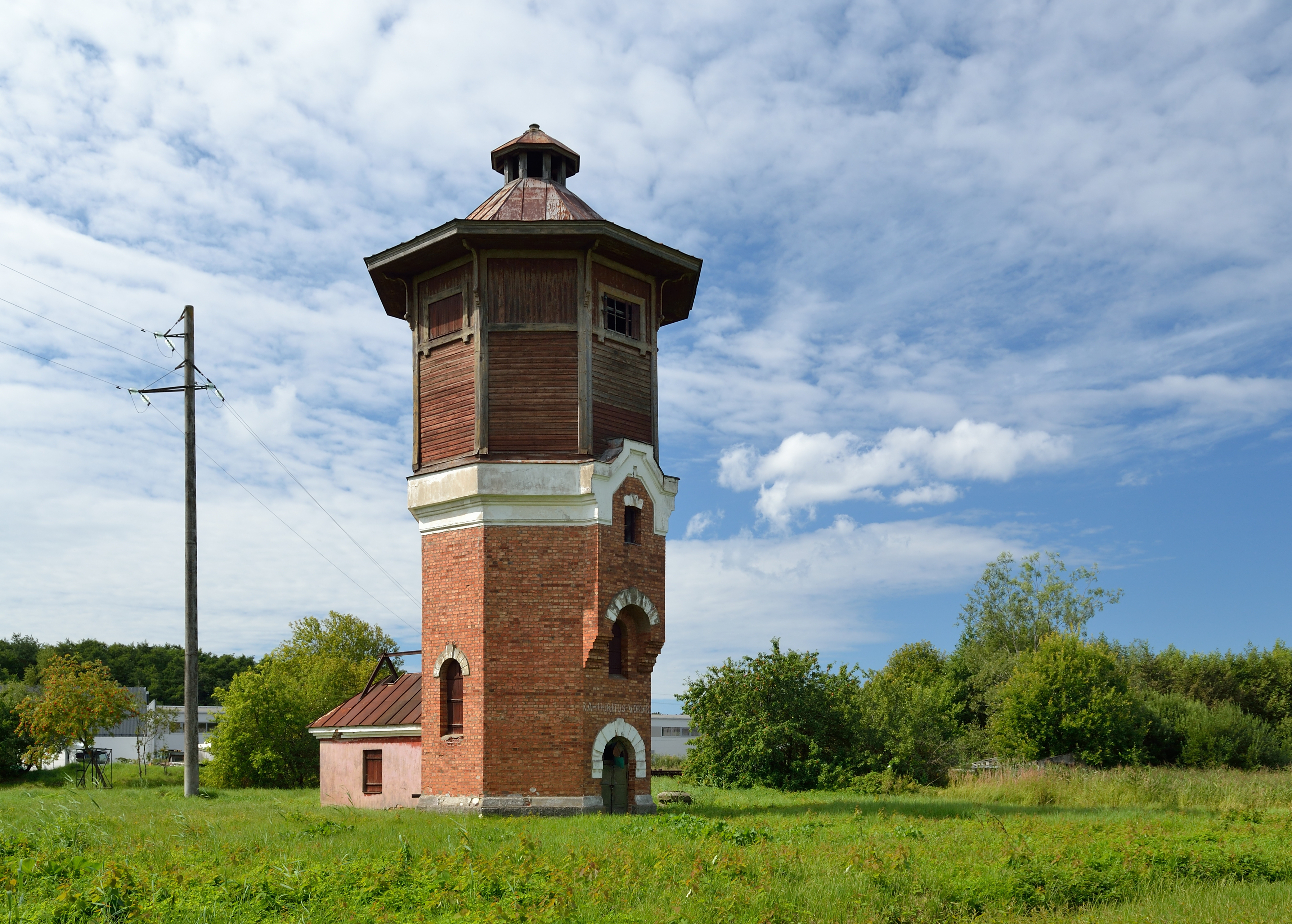
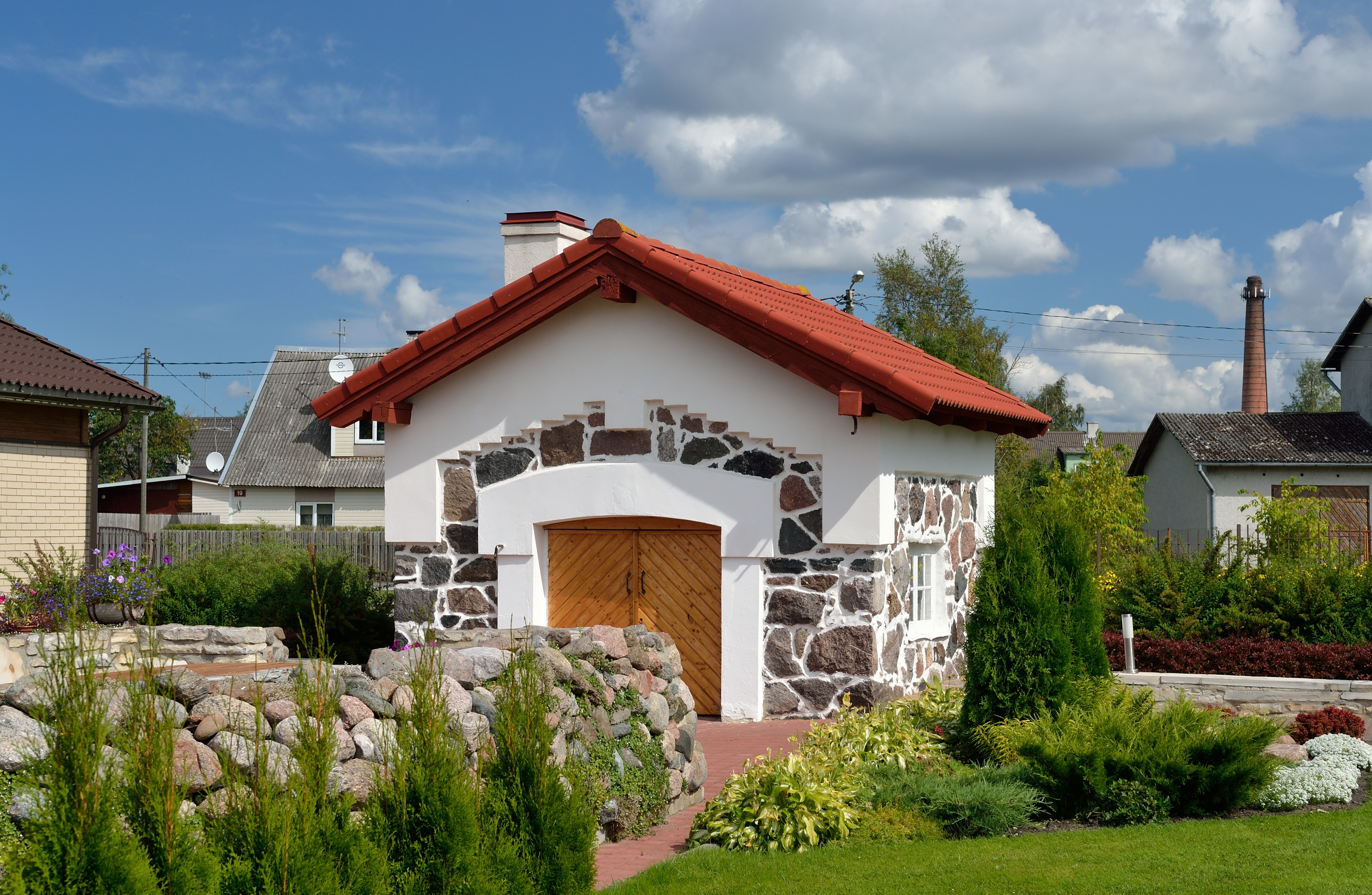
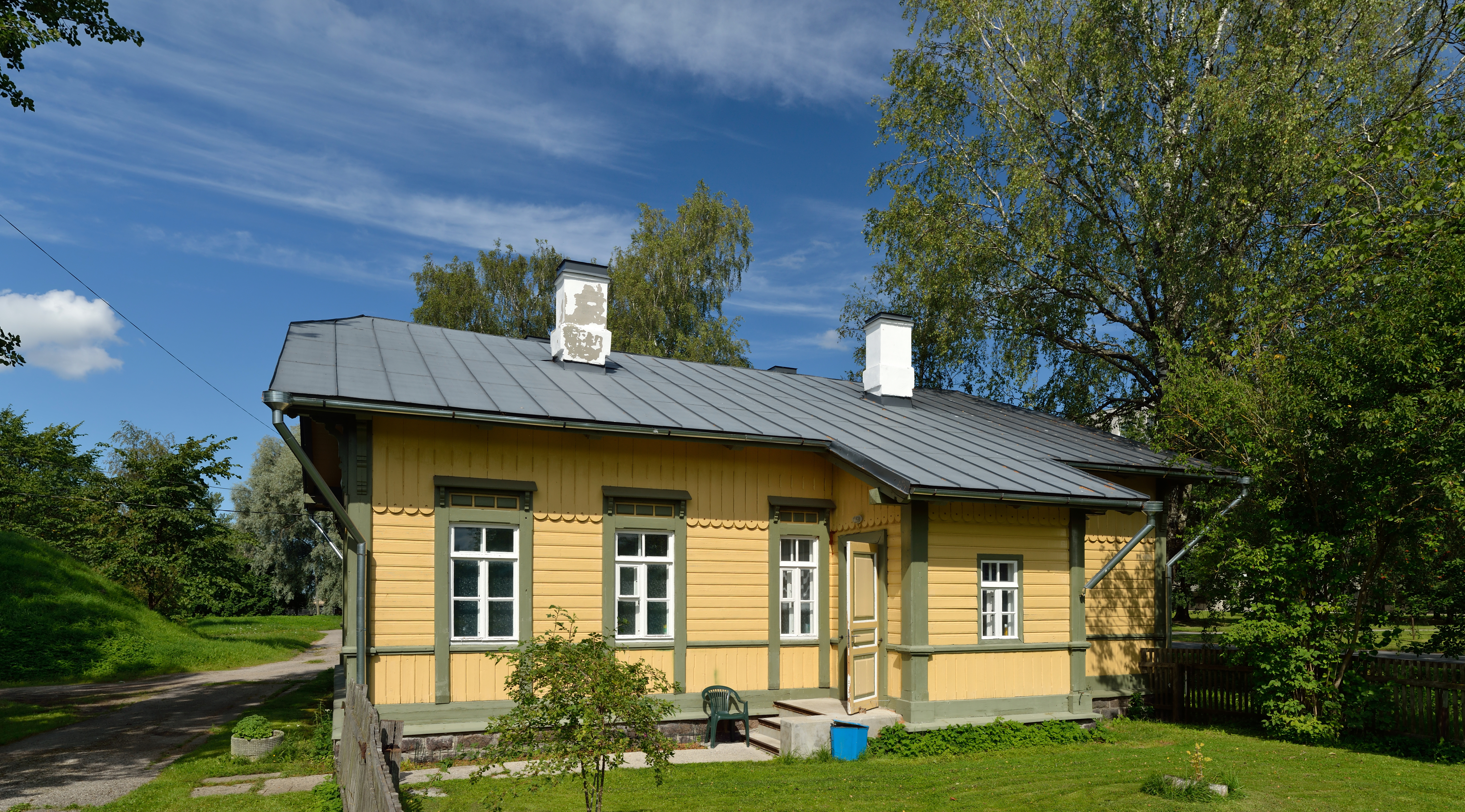
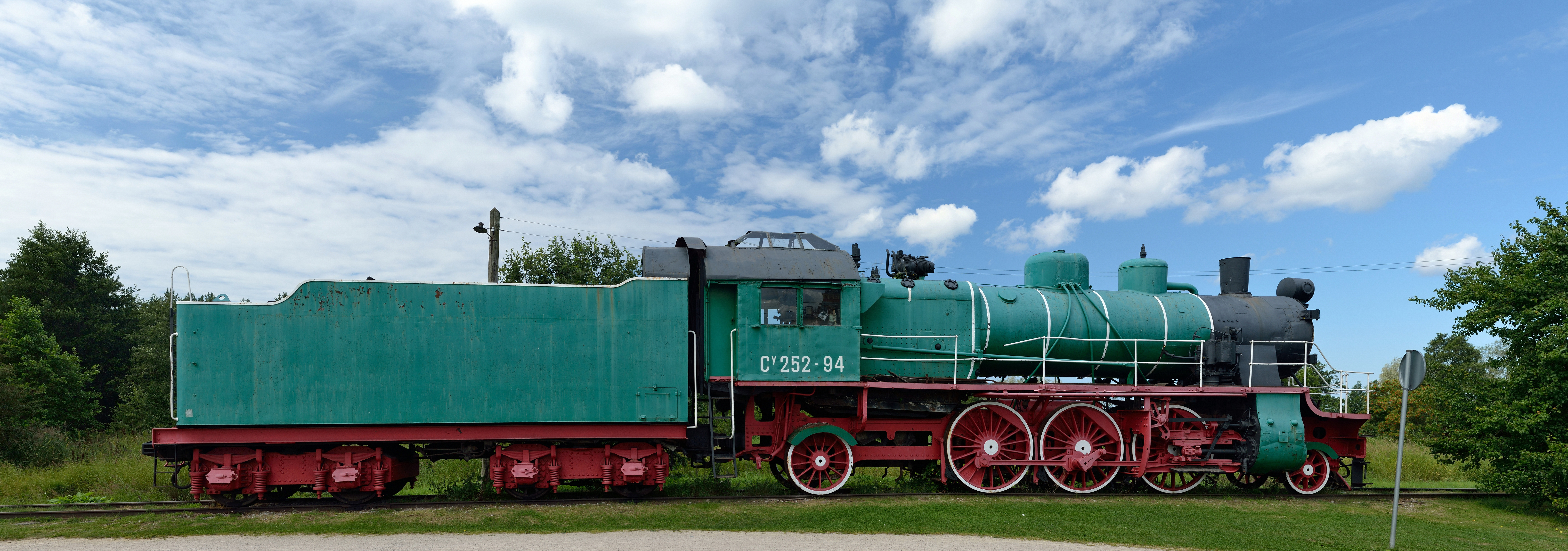